# Paederia foetida
Paederia foetida är en måreväxtart som beskrevs av Carl von Linné. Paederia foetida ingår i släktet Paederia och familjen måreväxter. Inga underarter finns listade i Catalogue of Life.